# HYLAS 3
O HYLAS 3, também conhecido por EDRS C, é um satélite de comunicação geoestacionário construído pelas empresas Airbus Defence and Space e OHB-System GmbH que está localizado na posição orbital de 22,5 graus de longitude leste e é operado pela Avanti Communications e pela Agência Espacial Europeia. O satélite foi baseado na plataforma LUXOR (SmallGEO) bus e sua expectativa de vida útil é de 15 anos.

## Lançamento
O satélite foi lançado com sucesso ao espaço no dia 6 de agosto de 2019, às 19:30 UTC, por meio de um veículo Ariane 5 ECA a partir do Centro Espacial de Kourou, na Guiana Francesa, juntamente com o satélite Intelsat 39. Ele tinha uma massa de lançamento de 3 186 quilogramas.

## Capacidade e cobertura
O HYLAS 3 está equipado com 66 vigas de banda Ka para fornecer serviços de comunicações via satélite para a África e a Europa.